# Corredor de Suwałki
O Corredor de Suwałki (em russo:  Сувалкский коридор) é uma área pouco povoada na fronteira entre a Lituânia e a Polônia, por meio da qual os Estados Bálticos estão conectados ao resto da UE (transporte e energia) e por onde passa a rota de transporte mais curta entre a Bielorrússia e o exclave russo do Oblast de Kaliningrado. Seu nome vem da cidade polonesa de Suwałki, localizada no território do corredor.
Essa região é considerada um "corredor" terrestre hipotético com cerca de 100 quilômetros de extensão, que poderia conectar o território da Bielorrússia (que é aliada da Rússia na CSTO) com o Oblast de Kaliningrado da Rússia.

## História

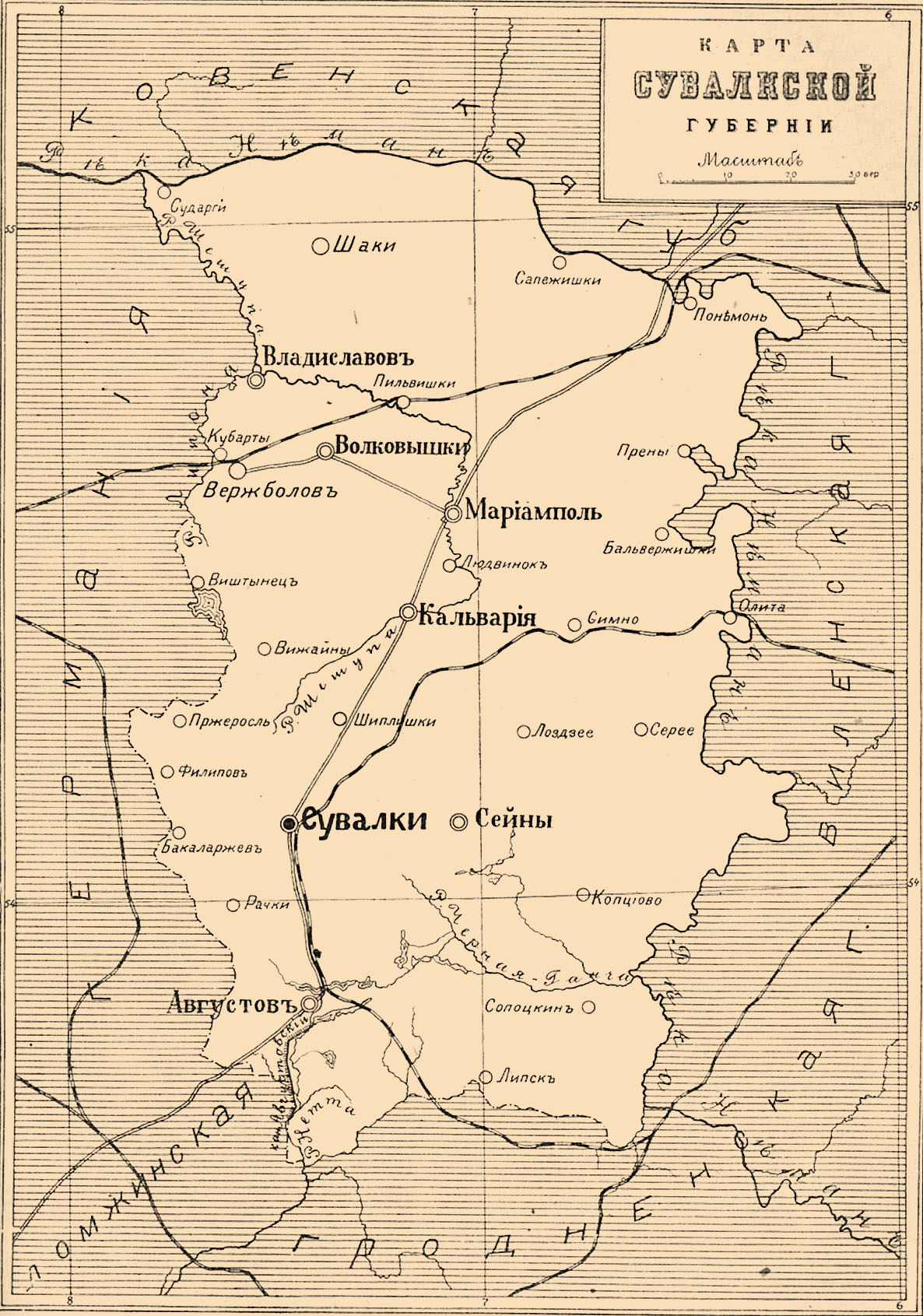
Gubernia de Suwalki, Reino da Polônia, Império Russo

Nestas terras, de 1867 a 1917, localizou-se a gubernia de Suwalki do Reino da Polônia, que fazia parte do Império Russo. A fronteira natural da província no norte e no leste (atual Lituânia) era o rio Neman. Antes da Segunda Guerra Mundial, a fronteira entre a Lituânia e a Polônia ocorria nesta região (Acordo de Suwałki).
Durante a Guerra Fria, o Corredor de Suwałki não teve importância estratégica, uma vez que a Lituânia fazia parte da União Soviética, tal como a Polônia era o país do Tratado de Varsóvia.
Quando os países bálticos e a Polônia aderiram à OTAN, esta estreita seção da fronteira entre a Polônia e a Lituânia tornou-se um local vulnerável para um bloco militar.

## Corredor de Suwałki na estratégia da OTAN

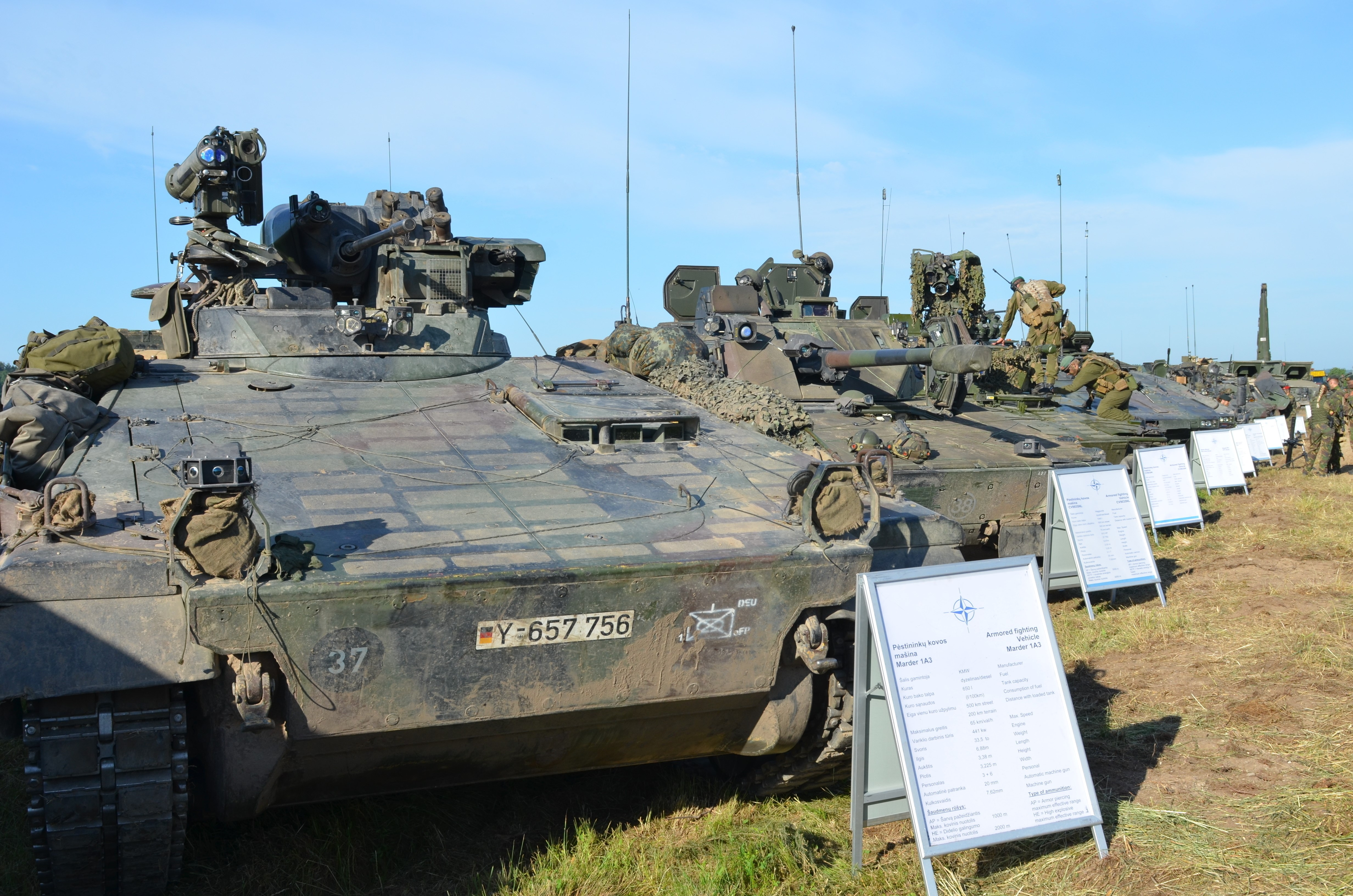
Armas e equipamento militar da OTAN em Suwalki (2017).

A OTAN considera o Corredor de Suvalki a seção mais vulnerável das fronteiras externas da aliança e um alvo provável de uma possível agressão russa, já que a captura do Corredor de Suvalki efetivamente isolaria os Estados Bálticos (Estônia, Letônia e Lituânia) de outros membros da OTAN. De acordo com as alegações do coronel aposentado Vitor Barants, alguns generais da OTAN acreditavam, em 2017, que um agrupamento de forças da OTAN poderia impedir a agressão russa ao longo do Corredor Suvalki por 36 a 60 horas. Ao mesmo tempo, de acordo com as declarações de Dmitri Rogozin em 2013, é preciso lembrar que as armas de precisão dos EUA poderiam, em teoria, destruir as principais instalações de infraestrutura da Rússia e privá-la da capacidade de resistir em 6 horas.
Em 2017, a Lituânia sediou o exercício Iron Wolf-2017, durante o qual militares de nove países da OTAN se prepararam para as supostas operações de combate para manter o Corredor Suvalki, envolvendo 5.300 soldados. Ao mesmo tempo, representantes de alguns países da OTAN acusaram a Rússia de se preparar para tomar o Corredor de Suvalki durante as manobras conjuntas russo-bielorrussas Zapad-2017.
Em setembro de 2018, o ministro da Defesa da Polônia, Mariusz Blaszczak, anunciou a formação da 18ª Divisão Mecanizada perto da fronteira com a Ucrânia e a Bielorrússia. Também foi decidido reconstituir o 14º Regimento de Artilharia Antitanque de Suwalki, que foi dissolvido há 8 anos. O armamento da 16ª Divisão Mecanizada está sendo modernizado com a chegada de novos tanques de batalha principais PT-91. Desde janeiro de 2017, equipes táticas de batalhão da OTAN, sob os auspícios da Alemanha e dos Estados Unidos, foram implantadas na cidade lituana de Rukla e, desde março de 2017, nas localidades polonesas de Orzysz e Bemowo Piske. No total, mais de 4.000 soldados da OTAN estão estacionados na região. A infraestrutura de transporte da região também está sendo modernizada com a construção de uma autoestrada militar da Polônia para o Báltico.
Em 2022, após o início da Invasão da Ucrânia pela Rússia, a região do Corredor de Suwałki tornou-se novamente um ponto de tensão devido à restrição das conexões de trânsito para o Oblast de Kaliningrado.
Após a adesão da Suécia à Organização do Tratado do Atlântico Norte em  7 de março de 2024, a dependência dos países bálticos do corredor de Suwalki diminui significativamente.